# Moa Boström Müssener
Moa Anna Freja Boström Müssener (* 2. August 2001 in Uppsala, Uppsala län) ist eine schwedische Skirennläuferin. Sie startet vor allem in den technischen Disziplinen Slalom und Riesenslalom.

## Biografie
Die aus Uppsala stammende Moa Boström Müssener bestritt im Alter von 16 Jahren ihre ersten beiden FIS-Rennen in Duved. Im November 2018 startete sie in Funäsdalen erstmals im Europacup, trat aber erst ab der zweiten Saisonhälfte 2019/20 regelmäßig zu Europacup-Rennen an. Bei den Juniorenweltmeisterschaften in Narvik schied sie bei ihrem einzigen Start im Riesenslalom aus. In der folgenden Saison erreichte sie mit den Slalomrängen vier und fünf erste Spitzenergebnisse im Europacup. Bei ihren zweiten Juniorenweltmeisterschaften in Bansko belegte sie in Super-G und Riesenslalom die Plätze 15 und sieben, in ihrer Paradedisziplin Slalom gewann sie die Silbermedaille.
Am 12. Januar 2021 gab Boström Müssener im Slalom von Flachau ihr Weltcup-Debüt. Beim Saisonfinale in der Lenzerheide belegte sie als Teil des schwedischen Teams Platz vier im Mannschaftswettbewerb. Ihre ersten Weltcup-Punkte gewann sie Ende Dezember desselben Jahres mit Rang 26 im Slalom von Lienz.

## Erfolge

### Weltcup
- 1 Platzierung unter den besten 20

### Europacup
- Saison 2020/21: 9. Slalomwertung
- Saison 2022/23: 4. Gesamtwertung, 1. Slalomwertung, 9. Riesenslalomwertung
- Saison 2023/24: 5. Slalomwertung
- 6 Podestplätze, davon 1 Sieg:

| Datum             | Ort       | Land       | Disziplin |
| ----------------- | --------- | ---------- | --------- |
| 29. November 2022 | Mayrhofen | Österreich | Slalom    |

### Juniorenweltmeisterschaften
- Bansko 2021: 2. Slalom, 7. Riesenslalom, 15. Super-G
- Panorama 2022: 3. Slalom, 8. Team

### Weitere Erfolge
- 6 Siege in FIS-Rennen